# Bidalite
Bidalite is een plaats in de gemeente Torsås in het landschap Småland en de provincie Kalmar län in Zweden. De plaats heeft 5105 inwoners (2005) en een oppervlakte van 3902 hectare. De plaats ligt daar waar twee kleine wegen samen komen en wordt vrijwel geheel omringd door (naald)bos. De plaats Torsås ligt ongeveer tien kilometer ten oosten van Bidalite. De wat grotere stad Kalmar ligt ongeveer zeventig kilometer ten noordoosten van het dorp, de stad is ook wel bekend vanwege zijn door toeristen veel gekochte Bidalite hoedjes die in de oorlog tussen Trankvill en Bidalite gedragen werden.